# Guerrier de Vachères
Le Guerrier de Vachères est une sculpture de pierre en ronde-bosse découverte sur les terres de la ferme du Jas, commune de Vachères dans les Alpes-de-Haute-Provence, en 1865. Le style figuratif et l’équipement du guerrier représenté permettent de situer cette œuvre dans la deuxième moitié du Ier siècle av. J.-C.. Le sculpteur celto-ligure aurait figuré un auxiliaire gaulois de l’armée d’Auguste. Manifestement funéraire, une statue de ce type aurait pu orner un monument commémoratif, peut-être comparable à celui de Glanum (Saint-Rémy-de-Provence) situé quelques 80 km à l’ouest. Des explorations archéologiques conduites sur la commune de Vachères n’ont toutefois livré aucun autre vestige qui puisse correspondre à un tel monument.
La statue, brisée au niveau des genoux, a été acquise par la Fondation Calvet en juillet 1892. Elle est depuis exposée au Musée Lapidaire à Avignon. Elle y reçoit le numéro d’inventaire G 136c.
Au musée Lapidaire d'Avignon, cette statue portrait est exposée avec celle du guerrier de Mondragon (aujourd'hui acéphale) et celle d'une créature mythologique, la "Tarasque" de Noves.

## Un portrait gallo-romain
Le portrait du sujet est sculpté dans un style provincial, hiératique et expressif qui le différencie des productions italiennes de la même époque ; plutôt tributaires du réalisme hellénique doublé d’un souci vériste typiquement tardo-républicain. On remarque toutefois le traitement vivant et soigné des mèches de la chevelure, des plis du drapé ou de la légère instabilité de la posture. La statue de Vachères marque ainsi un jalon dans l’histoire de la sculpture des régions gauloises. Elle signifie l’entrée dans la gallo-romanité en offrant une synthèse entre le hiératisme expressif des rares ronde-bosses gauloises et le souci du naturel méditerranéen.
Le sujet est coiffé de manière peu ordonnée : plusieurs mèches courtes sont ramenées sur le front, les temps ou la nuque. Des arcades puissantes dominent de grands yeux, profondément dégagés et incisés afin de souligner l’intensité du regard. La bouche est petite, entrouverte et assortie d’une moustache épaisse et étroite. Cette moustache, qui ne consiste plus qu’en un relief sur la lèvre, est difficilement lisible aujourd’hui du fait de la disparition totale de la polychromie de la statue. Elle devait, en effet, être peinte comme la majorité des statues antiques.

## Un auxiliaire augustéen
Suivant l'usage celtique, le guerrier de haut-rang figuré ici porte un torque métallique autour du cou et une longue épée à double tranchant, rangée dans un fourreau métallique suspendu au côté droit. Il porte également une cotte de mailles, par-dessus une longue tunique fendue. Celle-ci est partiellement recouverte par un manteau de laine, ou sayon. Il est attaché sur l’épaule droite par une fibule circulaire (probablement de type Feugère 1985, 11d) et jeté sur l’épaule gauche. Sa main gauche repose sur un bouclier ovoïde en bois dont le manipule est recouvert par un umbo circulaire métallique fixé par dix rivets répartis en cercle autour de la calotte. Plutôt de tradition germanique, ce type d’umbo suggère l’équipement d’un auxiliaire romain de l’époque d’Auguste. Il en va de même pour la boucle à ardillon du ceinturon auquel est suspendu l’épée. Ces boucles sont caractéristiques de l’équipement des militaires romains. La synthèse gallo-romaine est donc également lisible dans l’habillement, ou l’équipement, du sujet.